# 疾風の勇人
『疾風の勇人』（しっぷうのはやと）は、大和田秀樹による日本の歴史漫画。「所得倍増伝説!!」というサブタイトルが付されている。『週刊モーニング』（講談社）にて、2016年9号から2017年27号まで連載された。単行本は全7巻（講談社モーニングKC）。

## 概要
戦後政治史に脚色を加え、大蔵省次官から政治家に転身しやがて総理大臣となった池田勇人の活躍を描く。大和田が『ムダヅモ無き改革』の連載中、第二次世界大戦の資料を集めていた流れで戦後史の資料を読んだ際にこの作品を思い立ったという。
「一番ドラマチックな人生を送っている」「映画や小説などで取り上げられたことのない人物」であることから池田を主人公に選び、タイトルの「疾風」は衆議院議員初当選から11年で首相に上り詰め、退任後間もなく死去した池田の生涯をイメージしている。2008年・2009年ごろから構想を練り始め、『佐藤栄作日記』などを参考に描いている。主人公には田中角栄と吉田茂も考えられていたが、田中は総理大臣在任中よりも就任前・退任後の方が活躍しており、またロッキード事件で失脚している点などから読者が感情移入し難いという理由で、吉田は「貴族的な雰囲気」で共感を得られないために、それぞれ候補から外している。池田の外見は『負けて、勝つ 〜戦後を創った男・吉田茂〜』の渡辺謙や『リンカーン』のダニエル・デイ＝ルイスの影響を受け、史実よりも美形に描かれている。
単行本第3巻の発売を記念して「あの政治家に聞いてみた! 池田勇人とその時代」と題したシリーズ企画が行われ、小沢一郎、藤井裕久、丹羽雄哉、山崎拓、藤井孝男のインタビューが『モーニング』誌に掲載された。これらは3巻以降の単行本の巻末に1本ずつ収録されている。
フリースタイルの『THE BEST MANGA 2017 このマンガを読め!』で第2位に選出されている。
当時首相だった安倍晋三の祖父である岸信介が妖怪然とした姿で登場していたことや、池田が首相になる前の第5次吉田内閣総辞職の時点で突如終了したことなどから、連載打ち切りには政治的圧力が背景にあるのではと憶測を呼んだが、週刊モーニング編集部によると岸が登場する前の2016年の時点で既に終了が決まっていたという（一方で作者の大和田が「突然ですが次週でおしまい。第三章「死闘！55年体制編」、第四章「宏池会爆誕編」の再開は未定」とツイートしている）。本作のファンである岸田文雄は第3次安倍第3次改造内閣を控えた2017年7月、東京都内の日本料理店で安倍に同作を熱っぽく紹介した際「（岸が池田の敵役であったので）ちょっとまずかったかなあ」と周囲に漏らしたが、安倍は意に介さなかった。

## あらすじ
1947年、GHQ統治下の日本において、大蔵省次官として復興財源を集める日々を過ごしていた池田勇人は、旧知の運輸省次官・佐藤栄作と共に白洲次郎に招かれ、首相の座を追われたばかりの吉田茂の邸宅を訪れる。吉田が2人を呼び寄せた目的は、党内基盤が脆弱な現状を打破するため、高い政策運営能力を持った精鋭を結集させた為政者集団「吉田学校」を作り、マッカーサー率いるGHQを日本から追い出し独立を自らの手で果たすことにあった。吉田の志に共感した2人は学校に加わり、官僚を辞して政治家への転身を決意。吉田はまず政界工作に乗り出し、炭鉱国家管理法案の問題点を突くことで寄り合い所帯の片山哲政権を分裂させ内閣総辞職に追い込む。続く芦田均政権も池田と田中角栄が昭電疑獄を暴くことで窮地に立たせ、同時に芦田の背後にいるGHQ民政局のケーディス大佐の謀略を潰しスキャンダルによって追放。これにより吉田は政権を取り戻し、第2次吉田内閣を樹立させた。
1949年、池田と佐藤は第24回衆議院議員総選挙に初当選して衆議院議員となり、前尾繁三郎ら新人・若手も大量に加わって吉田学校は盤石なものとなった。池田は宮島清次郎の推薦によって一年生議員にもかかわらず大蔵大臣に抜擢され、大蔵官僚時代の部下だった大平正芳と宮澤喜一を秘書官に任命する。就任直後、GHQへ派遣されてきたドッジ公使はインフレ抑制策としてドッジ・ラインの実施を命令。この強硬政策の影響で起こったドッジ不況により日本経済は激しく混乱し、国鉄の大規模人員整理は下山事件などの大事件を引き起こした。政府の責任者としてラインの実施や予算・減税案の編纂に当たる池田は、GHQとの折衝に八面六臂の活躍を見せ政界にその存在感を示しながらも、悪役として国民に憎まれるようになってゆく。
1950年、通産大臣兼任となった就任会見における不用意な発言から「"中小企業の五人や十人自殺してもやむを得ない"と放言した」と報道される。この「中小企業発言」は多方面から激烈な非難を浴びせられ国会に不信任決議まで提出される騒動になるが、吉田の計らいで不問に付され不信任決議も否決された。4月、白洲・宮澤と共に日本政府特使として訪米。アメリカの商工業の視察とドッジ・ラインの緩和交渉のためとされた渡米の真の目的は、講和の下地作りのため吉田の密使として国務省・国防総省と秘密裏に交渉することで、マッカーサーも言外に承認していた。「独立を果たした後、日本の自主的要請に応じて米軍を国内に駐留させる」という吉田の案はそれぞれ異なる方針を執っていた国務省と国防総省の双方に受け入れられ、またドッジ公使との交渉でもラインの緩和と減税措置を勝ち取り、特使団は意気揚々と日本へ帰国した。
帰国直後の5月、GHQの頭越しに本国と経済交渉をしたことに経済科学局局長マッカートが激怒、民政局局長ホイットニーと連名で強烈な警告を発する。第2回参議院選挙を応援するつもりで京都を訪れていた池田は急遽東京へ戻り、訪米の真の目的が講和の下交渉だったことを明かしてマッカートの恫喝をはねのけ、池田が頭を下げGHQの顔を立ててやる形で事態を終息させた。6月、北朝鮮軍が38度線を越えて侵攻を開始し、朝鮮戦争が勃発。日本経済は降って湧いた朝鮮特需に活況を見せるが、池田は特需によるインフレと戦争終結後の経済混乱を危惧、やがて予測通り米軍の需要過多によるインフレが始まり、激化する戦況に苦慮しながらドッジらと協力して対策を推し進める。この一連の政策にまつわる国会答弁が「貧乏人は麦を食え」発言として報道されたことで池田は「麦飯大臣」の悪名で呼ばれるようになる。1951年1月、吉田とダレス特使による正式な講和交渉が開始される。米軍駐留に加え、先立って設立されていた警察予備隊を大幅に増強する30万人規模の即時再軍備を求めるアメリカに対し、冷戦が激化する世界情勢と立ち直りきっていない日本経済を鑑みた吉田はこれを拒否、かわりにアジア諸国への賠償を済ませた後で5万人規模の保安隊を創設したいと提案する。トルーマン大統領の足元を見る形で出されたこの代案はダレスに受け入れられ、やがて交渉は最終段階へと突入した。しかし4月、講和案の国会採決に向けて気を引き締める吉田学校に飛び込んできたのは、マッカーサーがGHQ総司令官を解任されたという突然の知らせだった。
マッカーサーがトルーマンとの対立で解任され日本を去り、講和交渉に俄かに暗雲が垂れ込めたように思われたが、幸いにも交渉プロセスに大きな変化は顕れなかった。朝鮮戦争も司令官交代により38度線で膠着し、やがてアメリカ・ソビエト連邦間で休戦交渉が行われ始める。7月、講和条約の草案と日米安保条約案の存在が公表され、アメリカは超党派・挙国一致の全権団の派遣を日本に要求。池田は吉田の命を受け、国民民主党の代表を全権団に参加させるべく三木武夫との交渉に臨むも、売り言葉に買い言葉で三木の説得に失敗しあわや講和を台無しにしかけ、吉田を激怒させてしまう。最終的には国民民主党の代表参加を取り付け、東側諸国も含む全面講和を主張していた日本社会党からのオブザーバー派遣も約束させたが、池田は自らの政治生命の終わりを覚悟。しかし吉田が6人の全権委員のひとりとして指名したのは、他ならぬその池田だった。そして9月、サンフランシスコにて行われた講和会議にて、アメリカ主導の講和を破壊しようとするソ連の妨害を退け、吉田首相と全権委員はサンフランシスコ講和条約に署名。日本はついに悲願の独立を成し遂げ、ここに新生日本の夜明けが訪れた。しかし吉田学校にとってそれは、GHQの公職追放が解けた「戦前の妖怪」との戦いの始まりも意味していた。
1951年秋、大蔵大臣池田の尽力の甲斐あって日本財政はようやく健全化し、ドッジも最早アメリカの力は必要ないと太鼓判を押した。この時期から池田に、総理大臣として国政を指揮したいという願望が芽生え始める。自由党前党首・鳩山一郎は自らの公職追放令の解除を受け、「復帰したら党首の座を返す」というかつての約束を盾に政権交代を迫るが、国内外の情勢を無視した鳩山の政治観を危惧した吉田はこれを拒否、吉田学校と鳩山派の政争が始まる。鳩山派は学校の筆頭格である池田に狙いを定め、池田の師匠・石橋湛山が池田の政策を公の場で次々と論破。世論に鳩山待望論が芽生え、党内抗争でも鳩山派が台頭し始める。1952年8月、池田の提案により衆議院の抜き打ち解散が行われる。鳩山派への不意打ちとして強行されたこの解散総選挙は、期間中に石橋と河野一郎を除名したことが逆効果となって鳩山派が続々当選し、政局のキャスティングボートを完全に握られる結果に終わった。国民からの不人気が決定的となった内閣のさらなる支持率低下を防ぐため池田は、自ら蔵相の座を下り専任通産大臣となる。しかし中小企業発言を蒸し返された時の問題発言で国会が紛糾した結果、2021年現在も史上唯一となる、国務大臣の不信任決議可決という事態を招いてしまう。一時はショックで自宅にひきこもる池田だったが、大蔵官僚下村治から手渡された論文の経済予測に大きな感銘を受けて一転立ち直り、漠然とした願望ではなく明確な野心として、総理大臣を目指す決意を固める。
1953年、吉田首相の国会答弁での一言がバカヤロー解散を引き起こし、鳩山派は分自由党を設立し自由党を割って独立。分自由党は解散総選挙に勝てなかったが自由党も議席を大きく失い、かろうじて首班指名を受けられる程度の少数与党に転落してしまう。11月、渡米した池田が1ヶ月間に亘るアメリカとのMSA協定締結交渉をまとめている間に、自由党と分自由党は連立し鳩山らは自由党に復帰、議席を大きく取り戻す。しかし翌1954年、造船疑獄で佐藤の政治生命を守るため指揮権を発動したことにより内閣支持率が急落、さらに鳩山が反吉田勢力を結集させて日本民主党を作り改めて独立したことで、内閣不信任が避けられない情勢となる。池田の涙の説得により吉田は解散総選挙を断念し、内閣総辞職を決断。吉田学校設立から7年、日本の独立発展を推し進めた吉田茂政権はついにその幕を下ろした。
1954年12月。新しく誕生した鳩山政権に、吉田学校の居場所はなかった。再び世界に激動の萌芽が始まった1955年、池田は捲土重来を初日の出に固く誓う。
（以上、「第二章」まで）

## 登場人物

### 吉田学校（保守本流）
池田 勇人（いけだ はやと）
主人公。吉田茂の勧誘を受け大蔵次官から政治家に転身、衆議院選に初当選した直後に第3次吉田内閣で大蔵大臣に任命され後に通産大臣も兼務、サンフランシスコ講和条約の締結交渉にも大きな役割を担う。
広島県の造り酒屋の出身で広島弁を喋る。酒豪。官僚時代は「数字の鬼」「税の鬼」などと呼ばれ、片山内閣では大蔵省のトップとして佐藤と共に次官会議を取りまとめるなど非常に高い実務能力を発揮していた。かつて大病を患い、5年間もの過酷な療養生活の間に前妻を亡くし大蔵省を一度辞職した経験があり、それによって叩かれてもすぐ立ち直る強靭な精神力が養われたが、豪胆な性格のために放言が多く、財務政策の責任者であることも重なって敵が非常に多い。特に放言は各方面からの多大な非難の的となることがままあり、「中小企業発言」にまつわる1952年の国会答弁は、国務大臣の不信任決議可決という前代未聞の事態を引き起こしている。
『角栄に花束を』では、自民党総裁選で石橋と組んで勝利するが、石橋の降板によって非主流となる。自らの派閥として「宏池会」を立ち上げ第28回衆議院選挙で第2勢力まで盛り返す。
吉田 茂（よしだ しげる）
第45代内閣総理大臣。首相として講和条約を早期に結びGHQによる占領を終了させようとしていたが、芦田の離党により第23回衆議院議員総選挙に敗れて退陣に追い込まれ、再起のために若手官僚を集めて吉田学校を作る。昭電疑獄、山崎首班工作事件を経て第48代として再び総理大臣に就任、内政政策を進める傍らで講和も推進し、サンフランシスコ講和条約締結と日米安保条約締結を実現させた。
初登場時は日本自由党総裁。その後の党再編によって生まれた民主自由党、自由党でも総裁を務める。戦前からの付き合いである白洲と、娘婿の麻生太賀吉を側近としている。
講和締結後も首相を続けていたが、長期政権となり政治方針が貴族的などの理由から支持率は低下、バカヤロー解散から造船疑獄、日本民主党設立と続く一連の潮流に抗しきれず、1954年に政権から退いた。
佐藤 栄作（さとう えいさく）
池田の高校時代からの旧友。運輸省次官として大蔵次官の池田と共に活躍し、共に吉田の勧誘を受け政治家に転身する。下戸。難局において過激・苛烈な一面を見せることがある。
一年生議員にして自由党幹事長に抜擢され、学校で池田に次ぐ活躍を見せていたが、実兄・岸信介がA級戦犯として訴追されていたため、占領下では大臣職から遠ざけられていた。幹事長を退いた後、当時閣内での地位が高くなかった郵政大臣に就任する。
その後再び党幹事長となり、抜き打ち解散、バカヤロー解散と立て続けに起こった解散総選挙の資金集めに奔走、党所属議員を増やすため岸を入党させるなど辣腕を振るった。しかし造船疑獄の中心人物となったことで結果として吉田政権に大きな打撃を与えてしまい、さらに自ら党に引き入れた岸も日本民主党設立に加わってしまう。
田中 角栄（たなか かくえい）
新潟県選出の衆議院議員。元々は民主党に所属していたが、炭鉱国家管理法案を巡る党内対立と片山内閣分裂の際に離党し民自党に入党、吉田学校に入る。昭電疑獄を暴くきっかけを作った。官僚出身者が多い吉田学校において異色の公務未経験者で党人派寄りの思考を持ち、人に好意を抱かせる術に抜群の才能を持っている。
『疾風の勇人外伝 大蔵大臣・田中角栄』では側近に竹下登を引き連れ、池田内閣で大蔵大臣に就任した時の様子が描かれている。また『角栄に花束を』では主役を務めている。
大平 正芳（おおひら まさよし）
大蔵省官僚。次官時代の池田の秘書官を務め、池田が大蔵大臣になると大臣秘書官に任命される。池田の無茶な行動に振り回されている。
1952年の抜き打ち解散の時に池田の手で大蔵省を退官させられ、衆議院議員となる。
宮澤 喜一（みやざわ きいち）
大蔵省官僚。池田の大蔵大臣就任により、大平と共に秘書官に任命される。池田が講和の秘密交渉のため渡米した時は、抜群の英語力を買われ常時随伴していた。普段はあまり感情を表に出さないが、酒癖が悪く飲みすぎると人格が豹変する。
1953年のバカヤロー解散において、大平と同じく池田の手により選挙に出馬、衆議院議員となる。
前尾 繁三郎（まえお しげざぶろう）
元大蔵官僚。1947年の総選挙に出馬し当選。池田とは税務署長時代からの付き合いで、池田を兄貴と慕っている。
白洲 次郎（しらす じろう）
終戦連絡中央事務局次長。吉田を「じいさん」と呼び目上の相手にもフランクな口調で接し、ケンブリッジ仕込みの流暢なキングズイングリッシュを操る。政治家でないため直接国政には関わらず、吉田の側近として陰ながら学校を支えている。
1952年から外務省顧問を務め、吉田内閣の終焉と共に辞任、その後生涯政治に関わることはなかった。

### 鳩山派
鳩山 一郎（はとやま いちろう）
元・日本自由党総裁。GHQによる公職追放で政界から退いており、講和の成立に伴って自由党に復帰した。脳溢血の後遺症のため歩行が困難で、普段は車椅子に乗っている。
追放の時に吉田に党首を譲る条件のひとつとして「復帰の暁には党首の座を明け渡す」という密約を交わしていたが、即時の再軍備と憲法改正を主張したため今の情勢が見えていないと吉田が禅譲を拒否。鳩山派のリーダーとして吉田学校との政局に臨み、最終的に日本民主党党首として吉田内閣を倒閣に追い込んだ後、第52代総理大臣となった。『角栄に花束を』では総理の激務から体調の悪化に苦しめられるが、ソ連との条約調印を果たし、シベリア抑留者の解放・帰国の目途を付けた後に辞任。
作中では元代議士でありながら選挙の仕組みに疎いところや、吉田を心配するふりをして河野の取った行動を「（約定を破った）吉田のせいだ」と伝えるなど、世間知らずでヤンデレなキャラクターとされている。
石橋 湛山（いしばし たんざん）
第1次吉田内閣の大蔵大臣。鳩山と同じく公職追放令を受けていた。大臣時代に池田を大蔵次官に抜擢し、税の専門家だった池田に財政を教え込んだ師匠的存在。公職復帰後は鳩山派の幹部として、弟子である池田の経済政策に表立って異を唱え池田の求心力低下を狙っている。だが、自身が議員でもなんでもない第3者だから好き勝手言えるのであって、現職の大臣であり「発言したことがそのまま公約となる」池田の立場に付けこんだ手法であることは認めている。池田の敵に回ることもあったため、口癖は「済まぬ、許せよ勇人」だった。
『角栄に花束を』では、自由民主党総裁選で池田と協力して勝利。総理となるが脳梗塞の発作を起こし、職務の遂行が困難となる。かつての自身の新聞に載せた社説「職務を果たせない政治家は辞任すべき」との発言を翻すことなく辞任した。
三木 武吉（みき ぶきち）
鳩山の側近。大病の体を押して鳩山に仕えている。河野からは叔父貴と呼ばれる。
抜き打ち解散の時には隣の選挙区の大平を支援し、自分が吉田学校の情報を握っていることを池田らに匂わせていた。バカヤロー解散の際に広川弘禅をそそのかして吉田派を切り崩し、鳩山派を自由党から離脱させ分自由党を結成。吉田政権を大きく弱体化させた後、鳩山らを自由党に復帰させて党の資金を吸収させ、反吉田派と野党勢力を結集した日本民主党を作り、吉田内閣を終焉させる。
『角栄に花束を』では、政策的には違いがない保守政党を統合し「自由民主党」結成を成し遂げたのちに死去した。
河野 一郎（こうの いちろう）
鳩山の側近、ボディガード。鳩山・石橋と同じく公職追放から復帰。理詰めで攻める石橋と異なり、議員集会に潜り込んで乱闘事件を起こすなど、戦前さながらの暴力的な手段で吉田学校の切り崩しを図る。

### 自由党系政治家
岸 信介（きし のぶすけ）
佐藤栄作の実兄。戦前の東條内閣において商工大臣を務め、太平洋戦争開戦の詔書にサインしたため戦後GHQによってA級戦犯として訴追され、無罪判決は下ったものの公職追放令を受け政界から遠ざかっていた。「昭和の妖怪」の異名をとる。
バカヤロー解散において切り崩された派閥を立て直したい佐藤の要請で、ドイツから呼び戻され自由党に入党、衆議院議員となる。入党後は鳩山派と通じ、日本民主党の立ち上げに参加すると共に自由党を離党した。
『角栄に花束を』では、自由民主党総裁選で石橋に敗れるが引き換えに副総理の座に就く。石橋の辞任によって後任の総理となった。
福田 赳夫（ふくだ たけお）
元大蔵官僚。自身を「吾輩」と称し岸を「マスター」と呼び従う。『角栄に花束を』では、上州の天才児と呼ばれて主計局長を務め、次期次官とも期待されていたが昭電疑獄において日ノ原と付き合いがあったことから詰め腹を切らされた。大蔵次官だった池田を「野人」と呼び、非好意的だった。
松野 鶴平（まつの つるへい）
元衆議院議員。「政界の寝業師」と渾名され、近しい人間からはズル平と呼ばれる。公職追放中は表立った行動をせず、秘密裏に情報収集や助言を行い吉田を支えていた。追放解除後は議員に復帰。
大野 伴睦（おおの ばんぼく）
衆議院議員。党人派の大物で、吉田に引き立てられたことに恩義を感じ党内基盤の脆弱な吉田を支えている一方で、自身や党人派を軽視しがちな吉田学校に不満を抱く場面も多い。池田以上の酒豪。
1952年に衆議院議長となった直後に抜き打ち解散でその職を解かれたが、解散総選挙後に復職している。
山崎 猛（やまざき たけし）
民自党幹事長。芦田内閣総辞職後、吉田の首相再就任阻止を目論むケーディスと芦田から総理大臣になるよう命じられたが、2人のなりふり構わぬ工作に怖れをなし、松野の助言を受け首相指名を避けるため議員を辞職した（山崎首班工作事件）。本作ではそのままフェードアウトしたが、『角栄に花束を』では政界に復帰したことが語られている。
広川 弘禅（ひろかわ こうぜん）
第3次吉田内閣の農林大臣。党人派の議員で自由党幹事長も務めていたが後任に佐藤が就任、幹事長職続投を認められなかったのみならず小沢佐重喜の後任就任の約束までも反故にされたことで、吉田に対する不満を募らせている。また池田の蔵相就任時からしばしば衝突しており、国会の予算委員会において農林大臣である自分への質問を池田が勝手に回答したことについても強い反感を抱いている。
抜き打ち解散の時には保身のため、石橋と河野の除名処分を吉田に進言した。その後バカヤロー発言の時に、自分を蔑ろにする吉田への反発として鳩山派に寝返り懲罰動議を欠席し、その事が佐藤の逆鱗に触れ派閥を解体され失脚、直後の解散総選挙で落選する。
緒方 竹虎（おがた たけとら）
自由党副総裁。『角栄に花束を』では、日本民主党との合同で総裁に推されていたが、心臓発作で亡くなる。
麻生 太賀吉（あそう たかきち）
吉田の娘婿。無役ながら側近議員として吉田を支え続け、吉田内閣総辞職に伴って政界を引退、家業の会社経営のため地元福岡県へ戻っていった。吉田の孫にあたる長男は、後の総理大臣・麻生太郎。

### 自民党結成後登場した政治家
金丸 信（かねまる しん）
竹下 登（たけした のぼる）

### その他政界
芦田 均（あしだ ひとし）
民主党総裁。吉田と対立して自由党を集団離党し民主党を結成、第1次吉田内閣を政権の座から引きずり下ろした。その後連立内閣である片山内閣に閣僚として加わり、片山内閣が総辞職した後に第47代総理大臣に就任するが、昭電疑獄により内閣総辞職に追い込まれる。『角栄に花束を』ではかなりの大物としても描かれ、吉田政権終盤では的を射た批判もしている。
栗栖 赳夫（くるす たけお）
片山内閣の大蔵大臣。財政については素人のため、在任中は次官の池田に頼り切っていた。芦田内閣では経済安定本部総務長官に就任するが、昭電疑獄で逮捕される。
片山 哲（かたやま てつ）
日本社会党党首、第46代総理大臣。炭鉱国家管理法案を巡る紛糾のため、首相就任からわずか9ヶ月で内閣を総辞職した。
辞職後、第24回衆議院総選挙に落選、浪人中に浅沼の要請を受け、講和全権団のオブザーバーとしてサンフランシスコへ同行した。その後第25回衆議院議員総選挙に右派社会党から出馬し衆議院議員に復帰。吉田政権の後退を受け「重光葵を首相に擁立し連立政権に加わるべき」とする議員団の主張を、連立政権で失敗した自身の経験を持ち出して押さえこんだ。
浅沼 稲次郎（あさぬま いねじろう）
日本社会党書記長。戦後講和については、党の思想的立場などのため東側諸国も含めた全面講和を主張していたが、現実的には不可能であることを認識しており、池田の説得に応じて講和全権団へのオブザーバー派遣を決定した。健啖家。
『角栄に花束を』では、片山と共に分裂状態だった左派・右派統合を成功させるが、巨大保守政党である「自由民主党」の成立には頭を痛める。
三木 武夫（みき たけお）
国民民主党幹事長。講和交渉が野党に全く知らされないまま行われたことに反発し、池田が持ちかけてきた講和全権委員の派遣要請を一度は拒絶。その後日米安保条約案の内容を知って驚愕し、条約が将来に禍根を残すことを危惧しながらも苫米地義三の全権委員団への派遣を決定する。
芦田内閣が倒れた時にGHQから次期首相となるよう要請されたが、憲政の常道に反すると固辞していた。後に日本民主党に参加。
一万田 尚登（いちまた ひさと）
日本銀行総裁。日銀において「法王」の異名で呼ばれる。第2次吉田政権が樹立される時に秘密裏に大蔵大臣への就任を打診されたが、正式に任命される前にGHQとの折衝や接待を勝手に行ったため吉田が激怒、蔵相就任の話は立ち消えになった。そのため代わって蔵相となった池田を敵視しており、その後も折に触れて激しく対立する。
講和においては全権委員のひとりとして渡米、その後鳩山一郎内閣で蔵相に就任する。
大麻 唯男(おおあさ ただお）
鶴平と同じく「政界の寝業師」とも呼ばれる大物。角栄を政界に誘った人物で、懲罰動議の際には角栄の工作で派閥全体での欠席を決めた。『角栄に花束を』では角栄の腕前に惚れ込み、彼が政界の道に進むきっかけを作っている。また、『疾風の勇人』と『角栄に花束を』で顔のデザインが異なっている数少ない人物。
幣原 喜重郎（しではら きじゅうろう）
衆議院議長。第44代総理大臣。『角栄に花束を』では角栄の師匠であり、政治家としてのイロハを叩きこんだが、在任中に心筋梗塞の発作で死亡。吉田の要請で引退を先延ばしにしていた。在職中の死去であったため初の衆議院葬が執り行われた。
塚田 十一郎（つかた じゅういちろう）
衆議院議員。郵政大臣なども務めるが、作中では小者的な描写が多い。
大出 俊（おおいで しゅん）

### 官界
下村治（しもむら　おさむ）
大蔵省官房調査部に所属する調査官。通称「タイクツ」。肺病を病みマスクを常に装着している。不信任可決によって大臣を解任された池田の前に現れ、近い将来起こる経済勃興の兆しについて語る。

### 財界
宮島 清次郎（みやじま せいじろう）
元日清紡績会長。吉田の親友。第24回衆議院選挙後の吉田学校の会合で吉田と共に池田と面談し、その場で池田を大蔵大臣に推薦する。
松永 安左エ門（まつなが やすざえもん）
電気事業再編成審議会会長。「電力の鬼」の異名を取る。戦前は東邦電力を経営し「電力王」と呼ばれていた。
予告なく唐突に大蔵省を来訪し、日本復興のための電力強化・増収計画として日本発送電（日発）の九分割を提案、共鳴した池田と盟友関係になる。日発九分割案は池田の尽力虚しく国会で廃案となったが、その後松永自身が連日GHQへ陳情し、ポツダム政令の一つである電気事業再編成令（昭和25年11月24日政令第342号）として実現する。
五島 慶太（ごとう　けいた）
東急グループ総帥にして元運輸逓信大臣。「強盗」の異名を持つ豪腕で知られた企業家。
正力 松太郎（しょうりき まつたろう）

### GHQ・アメリカ
ダグラス・マッカーサー
GHQ最高司令官、アメリカ陸軍元帥。バターン・ボーイズと呼ばれる戦時中からの部下たちを率い、日本の復興に当たっている。軍司令官として非常に高い能力を誇るのみならず、池田を唸らせるほどの経済知識を持っている。
日本統治の成功を実績に1948年アメリカ合衆国大統領選挙への出馬を目指していたが、共和党の予備選挙で敗退している。朝鮮戦争が勃発すると司令官として国連軍を指揮しながらGHQの仕事もこなす超人的なバイタリティを見せていたが、朝鮮戦争の戦略方針を巡ってトルーマンと対立し更迭され、バターン・ボーイズと共に日本を後にした。
コートニー・ホイットニー
GHQ民政局局長。アメリカ陸軍准将。バターン・ボーイズのひとり。マッカーサーの側近として日本の占領政策に従事する。マッカーサーからはコートという愛称で呼ばれる。皮肉で白洲の英語を褒めるが、ケンブリッジ仕込みの白洲から「アメリカ人にしては英語が上手い」と返される。
ウィリアム・マーカット
GHQ経済科学局（ESS）局長。アメリカ陸軍少将。バターン・ボーイズのひとり。池田の大蔵次官時代から財政政策を指揮していた。池田からは「ボンクラ」と陰口を叩かれている。
大の野球好きで野球の話に目がない。バターン・ボーイズがマッカーサーと共に帰国する中、日本プロ野球のオールスター戦を観戦するため日本に残り、その後もGHQが消滅するまで滞在、日本野球機構の設立にも尽力した。
チャールズ・L・ケーディス
GHQ民政局次長。国会を意のままに操っていたため吉田に敵視され、昭電疑獄と山崎首班工作事件の失敗で力を失い、さらに鳥尾鶴代との不倫の証拠を握られ失脚する。帰国後は弁護士として活動、池田・宮澤と共に訪米した白洲と偶然再会し立ち話を交わした。
ジョゼフ・ドッジ
GHQ金融政策顧問。デトロイト銀行頭取。「金の悪魔（マネーデビル）」の異名で呼ばれる。日本の財政再建のため派遣され、インフレ抑制のためドッジ・ラインを実施、実務にあたる池田と幾度となく激しい議論を戦わせた。池田が講和の下交渉のため訪米した時には、池田から吉田の密書を託されている。
その後アイゼンハワー政権において予算局長官に就任、ウォルター・ロバートソンらと共に池田とのMSA協定締結交渉にあたった。
カール・シャウプ
GHQ税制顧問。日本の税制改革のため派遣されシャウプ勧告を行った。減税を進めたため、池田やドッジと対照的に日本国民の人気が高い。朝鮮戦争期には池田の提案した酒税の引き下げを承認している。
ハリー・S・トルーマン
第33代アメリカ合衆国大統領。朝鮮戦争ではソ連の参戦を恐れて消極策を採ったためマッカーサーと対立し、マッカーサー憎しのあまり懲罰的にGHQ総司令官を解任、帰国前に行われるはずの式典の類も許可しなかったが、それが却って極端な支持率低下を招いた。
ジョン・フォスター・ダレス
アメリカ国務長官。講和会議の前段階として来日し吉田と会談を行う。交渉以外にも精力的に日本国内を見て回り、日本人の精神性を気に入る。
『角栄に花束を』では鳩山政権の閣僚（河野、岸、重光）と会談を行うが、基本的な意思統一も出来ていない烏合の衆と断じる。

### 架空の人物
川北 幸子（かわきた さちこ）
帝都新聞の女性記者。池田の番記者。
甲斐（かい）
東邦新聞記者。川北と同じく池田の番記者だが、批判記事を多く書いているため池田との折り合いは悪い。池田の通産大臣就任会見で挑発的な質問を行い「中小企業発言」を引き出した。モデルはカイ・シデン。
大将
闇市の経営者。名前は不明。脱税などの容疑で次官時代の池田に捕まり、その後中小企業発言で落ち込み場末の酒場で飲んだくれていた池田を叱咤した。朝鮮戦争時には闇市を廃業して綿の輸出で事業を興し、池田に酒税の引き下げを提案した。

## 書誌情報
- 大和田秀樹 『疾風の勇人』 講談社〈モーニングKC〉、全7巻
  1. 2016年5月23日発売[9]、ISBN 978-4-06-388599-6
  2. 2016年8月23日発売[10]、ISBN 978-4-06-388633-7
  3. 2016年11月22日発売[11]、ISBN 978-4-06-388664-1
  4. 2017年1月23日発売[12]、ISBN 978-4-06-388684-9
  5. 2017年4月21日発売[13]、ISBN 978-4-06-388715-0
  6. 2017年7月21日発売[14]、ISBN 978-4-06-510046-2
  7. 2017年8月23日発売[15]、ISBN 978-4-06-510124-7

## 角栄に花束を
大和田は本作の連載終了後、田中角栄を主人公にした『角栄に花束を』を『ヤングチャンピオン』（秋田書店）にて2019年から連載している。冒頭、令和改元のニュースを聞く田中の知人・入内島金一の独白という形のナレーションで始まり、解説も入内島の思い出話（ただし本人の登場シーンはごく限られる）という演出になっている。田中は本作のキャラクターが（主人公寄りに若干の修正はされているが）そのまま流用され、本作に対する一種のスピンオフとなっている。
本作より時代をさかのぼって、1934年から田中の生涯を追っているが、衆議院議員初当選以後は、池田勇人、吉田茂、大平正芳、佐藤栄作なども本作そのままのキャラクターで登場し、本作をなぞりながらも別の角度から戦後政界史を描いている。本作では描かれなかった鳩山政権発足以後も物語が続いており、自由民主党と55年体制の成立や、田中が大臣に起用され本格的に国政に関わっていく道程が描かれている。
- 大和田秀樹『角栄に花束を』秋田書店〈ヤングチャンピオンコミックス〉、既刊14巻（2025年5月現在）

## 疾風の池田勇人
本作の連載終了後の2022年に『中国新聞』にて大和田によるコラム『疾風の池田勇人』が連載された。全8回。
池田勇人の人柄および酒にまつわるエピソードが大和田の描き下ろしイラストつきで語られている。

## 補足
- 第1話では「この作品はフィクションです。」という注意書きが書かれていたが[17]、のちに「この作品は史実をもとにしたフィクションです」に変更された[18]。